# Jeu de paume az 1908. évi nyári olimpiai játékokon
Az 1908. évi nyári olimpiai játékokon a jeu de paume versenyeket a Queen's Clubban (London, West Kensington) tartották meg. A jeu de paume (zsö-dö-pom) a tenisz ősi formája. 

## Éremtáblázat
(A rendező ország csapata eltérő háttérszínnel, az egyes számoszlopok legmagasabb értéke, vagy értékei vastagítással kiemelve.)
| Az 1908. évi nyári olimpiai játékok éremtáblázata jeu de paumeban | Az 1908. évi nyári olimpiai játékok éremtáblázata jeu de paumeban | Az 1908. évi nyári olimpiai játékok éremtáblázata jeu de paumeban | Az 1908. évi nyári olimpiai játékok éremtáblázata jeu de paumeban | Az 1908. évi nyári olimpiai játékok éremtáblázata jeu de paumeban | Olimpia  |
| ----------------------------------------------------------------- | ----------------------------------------------------------------- | ----------------------------------------------------------------- | ----------------------------------------------------------------- | ----------------------------------------------------------------- | -------- |
|                                                                   | Ország                                                            | Arany                                                             | Ezüst                                                             | Bronz                                                             | Összesen |
| 1.                                                                | Egyesült Államok (USA)                                            | 1                                                                 | 0                                                                 | 0                                                                 | 1        |
|                                                                   |                                                                   |                                                                   |                                                                   |                                                                   |          |
| 2.                                                                | Nagy-Britannia (GBR)                                              | 0                                                                 | 1                                                                 | 1                                                                 | 2        |
|                                                                   |                                                                   |                                                                   |                                                                   |                                                                   |          |
| Összesen                                                          | Összesen                                                          | 1                                                                 | 1                                                                 | 1                                                                 | 3        |

## Érmesek
| Az 1908. évi nyári olimpiai játékok éremtáblázata jeu de paumeban | Az 1908. évi nyári olimpiai játékok éremtáblázata jeu de paumeban | Az 1908. évi nyári olimpiai játékok éremtáblázata jeu de paumeban |
| ----------------------------------------------------------------- | ----------------------------------------------------------------- | ----------------------------------------------------------------- |
| Arany                                                             | Ezüst                                                             | Bronz                                                             |
| Jay Gould II · Egyesült Államok (USA)                             | Eustace Miles · Nagy-Britannia (GBR)                              | Neville Bulwer-Lytton · Nagy-Britannia (GBR)                      |